# 洪都拉斯革命民主黨
洪都拉斯革命民主黨（西班牙語：Partido Democratico Revolucionario de Honduras）是一個於1948年創立的洪都拉斯政黨，該黨由在1946年創立的短暫政黨「革命民主黨」（西班牙語：Partido Democratico Revolucionario）之部分成員，以及原洪都拉斯自由黨部分非信仰馬克思主義的左派成員，共同在該國聖佩德羅蘇拉成立。洪都拉斯革命民主黨是1954年洪都拉斯大罷工的其中一個主要支持者，但該黨的部分極左成員卻在此時脫黨並成立新政黨「洪都拉斯共產黨」（西班牙語：Partido Comunista de Honduras）。